# Dania na Zimowych Igrzyskach Olimpijskich 2002
Danię na Zimowych Igrzyskach Olimpijskich 2002 reprezentowało 11 zawodników.

## Narciarstwo dowolne
- Anja Bolbjerg (15. miejsce)

## Curling
- kobiety (8. miejsce)
- mężczyźni (7. miejsce)